# Alan Spenner
Alan Henry Spenner (n. 7 de mayo de 1948 Dalston, Londres - 11 de agosto de 1991), fue un bajista británico que participó con artistas tales como Wynder K. Rana, the Grease band, The ABC, David Coverdale, David Soul, Joe Cocker, Lynda Carter, Peter Frampton, Ted Nugent, Kokomo y Roxy Music. En el año 1970 desarrolló el concepto del álbum Jesus Christ Superstar.
Spenner tocó el bajo en vivo en el festival musical de Woodstock en 1969 con Joe Cocker y the Grease band, y se le puede ver en cortos de DVD durante el histórico evento, y en el DVD de la banda Roxy Music The High Road, filmado en vivo en Frejus, Francia, en agosto de 1982. 
El típicamente tocaba un bajo Fender Precision Bass, y un Wal Electric Bass ambos con un sistema amplificador Ampeg. 
Spenner representa para los bajistas un ejemplo clásico del buen gusto y el virtuosismo en la composición de armónicos con el Bajo eléctrico.
Después de su participación en el Ópera Rock Jesucristo Superstar, Alan Spenner fue llamado en el año de 1978 a participar en grabaciones y conciertos con la agrupación Inglesa Roxy Music, en donde se nota su calidad interpretativa; su mejor grabación corresponde al álbum Avalon (1982) con temas destacados como "More than this" y "Avalon", para trabajar más tarde con la carrera como solista de Bryan Ferry. Su herencia musical la mantiene viva su hijo Henry Spenner, quien fuera el baterista del grupo de Campos.
Alan Spenner falleció el 11 de agosto del año de 1991, víctima de un ataque al corazón a la edad de 43 años.